# Австралійська плямиста акула
Австралійська плямиста акула (Asymbolus) — рід акул родини котячі акули ряду кархариноподібні.

## Опис
Загальна довжина представників цього роду коливається від 50 до 90 см. Голова невелика порівняно з тулубом. Морда округла. очі овальні з мигательною перетинкою. Зуби дрібні або маленькі, загострені. Тулуб витягнутий. Грудні плавці великі, довгі. На спині є 2 плавця. Анальний плавець помірного розміру. Хвіст тонкий. Забарвлення коричневе, бурувате або сірувате з плямами білого, чорного або рудого кольору.

## Спосіб життя
Воліють до середніх та великих глибинах, іноді до 700 м. Зустрічаються на мілині. Активні вночі. Доволі стрімкі хижаки. Живляться донними рибами та ракоподібними.
Це яйцекладні акули. Самиці відкладають 1-2 яйця.
Не становить загрози для людини.

## Розповсюдження
Мешкають у водах Австралії та сусідніх островів.

## Види
- Asymbolus analis  (Ogilby, 1885)
- Asymbolus funebris  Compagno, Stevens & Last, 1999
- Asymbolus galacticus  Séret & Last, 2008
- Asymbolus occiduus  Last, Gomon & Gledhill, 1999
- Asymbolus pallidus  Last, Gomon & Gledhill, 1999
- Asymbolus parvus  Compagno, Stevens & Last, 1999
- Asymbolus rubiginosus  Last, Gomon & Gledhill, 1999
- Asymbolus submaculatus  Compagno, Stevens & Last, 1999
- Asymbolus vincenti  (Zietz, 1908)